# Federația Internațională a Asociațiilor Vexilologice

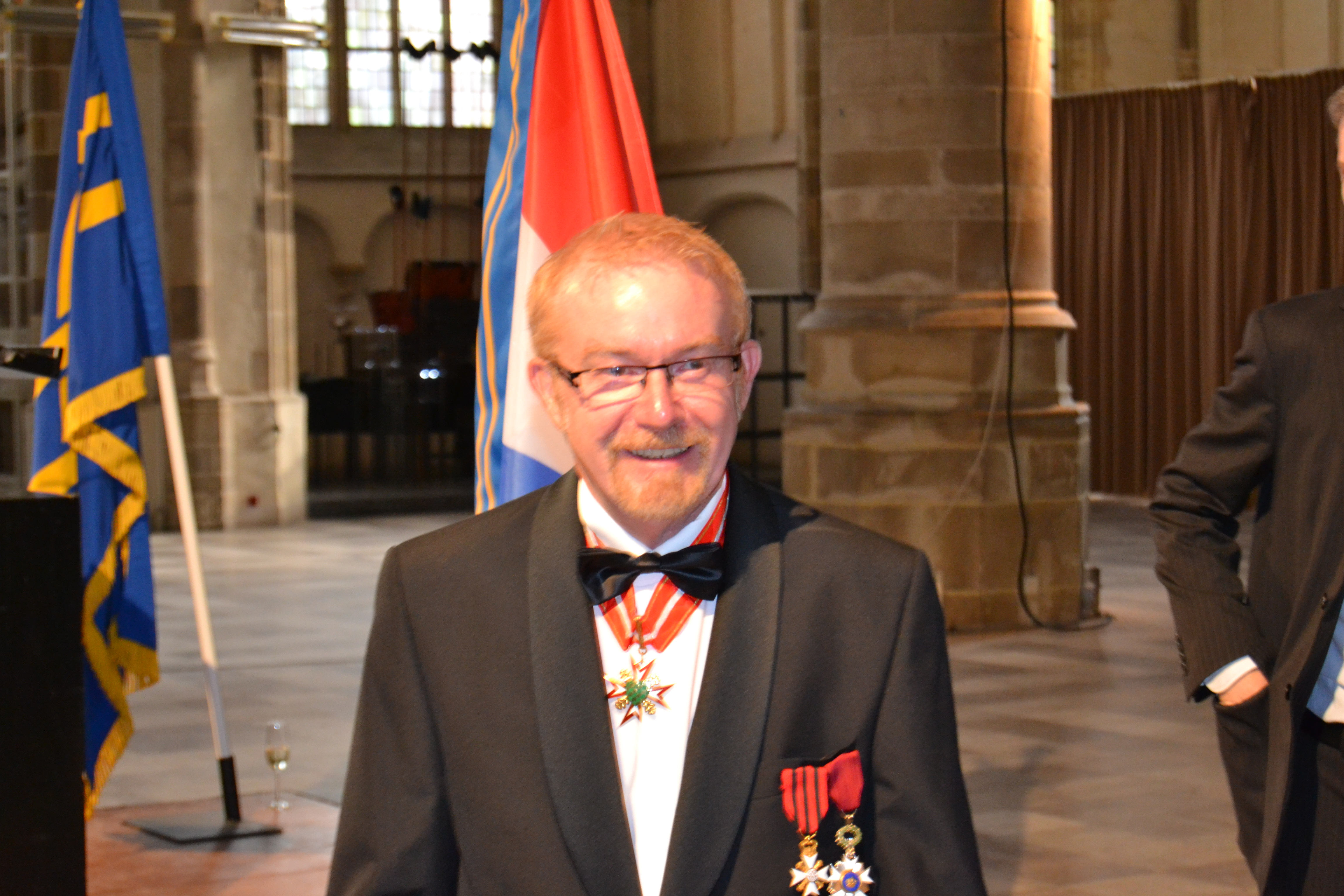
Michel R. Lupant, președinte al FIAV

Federația Internațională a Asociațiilor Vexilologice (FIAV) este o federație internațională a 55 de asociații și instituții regionale, naționale, și multinaționale din întreaga lume, care studiază vexilologia, pe care FIAV o definește în constituția sa ca "crearea și dezvoltarea bazei cunoștințelor despre steagurile de toate tipurile, formele și funcțiile lor, teoriile științifice și principiile de bază ale acestor cunoștințe."

## Membri
Membrii actuali ai FIAV sunt:
| Abr.    | Nume                                                                                               | Țară (& Teritoriu) |
| ------- | -------------------------------------------------------------------------------------------------- | --- |
| AAV     | Argentina Vexillology Association                                                                  | Argentina |
| ACV     | Catalonian Vexillological Association⁠(ca)[traduceți]                                               | Spania ( Catalonia) |
| BDA     | Burgee Data Archives                                                                               | Canada |
| BHVS    | Bulgarian Heraldry and Vexillology Society⁠(bg)[traduceți]                                          | Bulgaria |
| BS      | Bandiere Storiche ONLUS                                                                            | Italia |
| CBFA    | Chesapeake Bay Flag Association                                                                    | SUA ( Delaware, Washington DC, Maryland, New Jersey, Pennsylvania, Virginia, West Virginia)                                  |
| CEBED   | Belgo-European Studies Center for Flags                                                            | Belgia |
| CFA     | The Canadian Flag Association                                                                      | Canada |
| CIDEC   | Foundation Interdisciplinary Center for Cultural Studies                                           | Argentina |
| CISV    | Italian Centre of Vexillological Studies                                                           | Italia |
| CONAVEX | Corporación Nacional de Vexilología de Chile⁠(es)[traduceți]                                        | Chile |
| CVS     | Czech Vexillological Society⁠(cs)[traduceți]                                                        | Cehia |
| DGF     | German Flag Society⁠(de)[traduceți]                                                                 | Germania |
| FHF     | Flag Heritage Foundation                                                                           | SUA |
| FI      | The Flag Institute                                                                                 | Regatul Unit |
| FOTW    | Flags of the World                                                                                 | Global (Cu sediul în Canada)                                                                                                 |
| FRC     | The Flag Research Center⁠(es)[traduceți]                                                            | SUA |
| FSA     | Flag Society of Australia                                                                          | Australia |
| GHVI    | Institute of Genealogy, Heraldry and Vexillology                                                   | Lituania |
| GSI     | Genealogical Society of Ireland                                                                    | Irlanda |
| GWAV    | Great Waters Association of Vexillology                                                            | SUA ( Illinois, Indiana, Kentucky, Michigan, Ohio)                                                                           |
| HGZD    | Croatian Heraldic and Vexillological Association                                                   | Croația |
| HS      | Heraldica Slovenica                                                                                | Slovenia |
| HVK     | Heraldic Society "The Clover Leaf"⁠(de)[traduceți]                                                  | Germania |
| IHW     | Institute of Heraldry and Vexillology⁠(pl)[traduceți]                                               | Polonia |
| IVA     | Indian Vexillological Association                                                                  | India |
| JAVA    | Japanese Vexillological Association                                                                | Japonia |
| KVV     | Breton Vexillology Society⁠(fr)[traduceți]                                                          | Franța ( Bretania) |
| NAVA    | North American Vexillological Association                                                          | America de Nord ( SUA & Canada)                                                                                              |
| NEVA    | New England Vexillological Association                                                             | SUA ( Connecticut, Maine, Massachusetts, New Hampshire, Rhode Island, Vermont)                                               |
| NF      | Nordic Flag Society                                                                                | Europa de Nord ( Danemarca, Finlanda, Islanda, Norvegia, Suedia)                                                             |
| NVvV    | Dutch Association for Vexillology⁠(nl)[traduceți]                                                   | Țările de Jos |
| NZFA    | New Zealand Flag Association                                                                       | Noua Zeelandă |
| MGD     | Macedonian Heraldic Society                                                                        | Macedonia de Nord |
| PFA     | Portland Flag Association                                                                          | SUA ( Oregon) |
| PH      | Partioheraldikot r.y.                                                                              | Finlanda |
| PTW     | Polish Vexillology Society⁠(ru)[traduceți]                                                          | Polonia |
| RCVH    | Russian Centre of Vexillology and Heraldry                                                         | Rusia |
| SAVA    | Southern African Vexillological Association                                                        | Africa Sudică ( Angola, Botswana, Lesotho, Madagascar, Malawi, Mozambic, Namibia, Africa de Sud, Eswatini, Zambia, Zimbabwe) |
| SCHG    | State Council of Heraldry at the Parliament of Georgia                                             | Georgia |
| SEV     | Spanish Society of Vexillology                                                                     | Spania |
| SFV     | French Society of Vexillology                                                                      | Franța |
| SGHAPG  | Societatea de Genealogie, Heraldică și Arhivistică "Paul Gore"                                     | Moldova |
| SSV     | Swiss Society for Vexillology                                                                      | Elveția |
| SVB     | Belgium Vexillology Society                                                                        | Belgia |
| SVI     | Flag Data Center                                                                                   | Cehia |
| SVPR    | Rotterdam Flag Parade Foundation⁠(nl)[traduceți]                                                    | Țările de Jos |
| THVA    | Asociația de Heraldică și Vexilologie din Transilvania Erdélyi Címer- és Zászlótudományi Egyesület | România ( Transilvania) |
| UHT     | Ukrainian Heraldry Society                                                                         | Ucraina |
| VAST    | Vexillological Association of the State of Texas                                                   | SUA ( Texas) |
| VRCC    | Vexillological Research Center of China                                                            | China |
| VSS     | Vexillological Society (Singapore)                                                                 | Singapore |
| WVRI    | World Vexillological Research Institute                                                            | Germania |

## Conducerea
FIAV are un consiliu de conducere format din trei membri: președinte, secretar general, și secretar general pentru Congresuri.
Membrii actuali ai conducerii FIAV sunt:
- Michel R. Lupant (președinte) la Ottignies-Louvain-la-Neuve
- Charles A. Spania, Jr. (secretar–general) la Houston
- Graham Bartram (secretar general al Congresurilor) la Londra

## Congresuri internaționale ale vexilologiei
Din 1969, FIAV sponsorizează congresurile bienale internaționale ale vexilologiei (ICV).  Congresurile au avut loc în Muiderberg (1965), Zürich și Rüschlikon (1967), Boston (1969), Turin (1971), London (1973), IJsselmeer (1975), Washington, D.C. (1977), Viena (1979), Ottawa (1981), Oxford (1983), Madrid (1985), San Francisco (1987), Melbourne (1989), Barcelona (1991), Zürich (1993), Varșovia (1995), Cape Town (1997), Victoria, British Columbia (1999), York (2001), Stockholm (2003), Buenos Aires (2005), Berlin (2007), Yokohama (2009), Alexandria, Virginia (2011) and Rotterdam (2013).